# Pachyseris
Genre
Pachyseris est un genre de scléractiniaires (coraux durs) de la famille des Agariciidae.

## Liste sous-taxons
Selon World Register of Marine Species (18 novembre 2014) :
- Pachyseris foliosa Veron, 1990
- Pachyseris gemmae Nemenzo, 1955
- Pachyseris inattesa Benzoni & Terraneo, 2014
- Pachyseris involuta (Studer, 1878)
- Pachyseris monticulosa Latypov, 2011
- Pachyseris rugosa (Lamarck, 1801)
- Pachyseris speciosa (Dana, 1846)

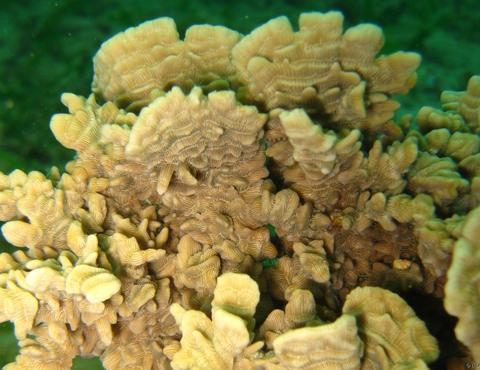
Pachyseris rugosa
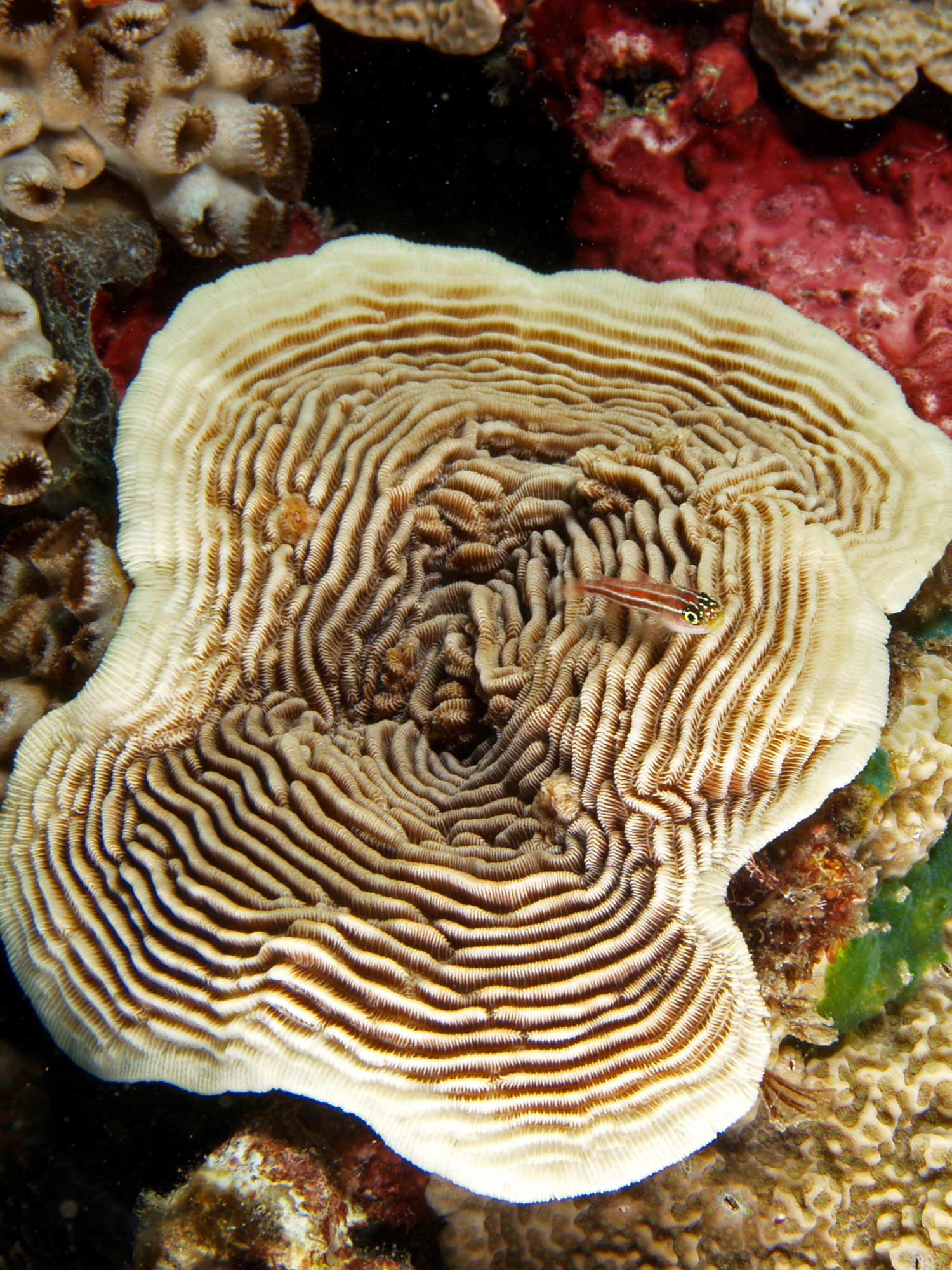
Pachyseris speciosa